# Spinoza-leerstoel
De Spinoza-leerstoel is een leerstoel aan de Universiteit van Amsterdam, ingesteld in 1995, die ieder jaar wordt bekleed door een buitenlandse filosoof. De hoogleraar geeft enkele publieke Spinoza-lezingen en het Spinozacollege, een collegereeks speciaal voor filosofiestudenten van de UvA. De leerstoel is vernoemd naar de zeventiende-eeuwse Amsterdamse filosoof Baruch Spinoza.

## Leerstoel Spinoza-studies Rotterdam
Aan de Erasmus Universiteit Rotterdam is in 2000 door de Vereniging Het Spinozahuis een leerstoel Spinoza-studies gevestigd. Die leerstoel werd enige tijd bezet door de latere hoogleraar geschiedenis van de filosofie Wiep van Bunge, en van 2004 tot 2016 door Piet Steenbakkers. In september 2017 werd Henri Krop bekleder van de bijzondere leerstoel.

## Overzicht bekleders Spinoza-leerstoel Amsterdam
De leerstoel te Amsterdam werd in de genoemde jaren bekleed door:
- 1995: Daniel Dennett, Manfred Frank, Will Kymlicka
- 1996: Albrecht Wellmer
- 1997: Richard Rorty
- 1998: Stanley Cavell
- 1999: Axel Honneth
- 2000: Seyla Benhabib
- 2001: Hilary Putnam
- 2002: Judith Butler
- 2003: Hubert Dreyfus
- 2004: Nancy Fraser
- 2005: Bruno Latour
- 2006: John Dupré
- 2007: Herman De Dijn, Jonathan Israel, Steven Nadler
- 2008: Asma Barlas
- 2009: Robert Pippin
- 2010: Moira Gatens
- 2011: Cristina Lafont
- 2012: Michael Friedmann
- 2013: Onora O'Neill
- 2014: Quentin Skinner
- 2015: Sally Haslanger
- 2016: Jonathan Lear
- 2017: Béatrice Longuenesse
- 2018: Susan Wolf
- 2019: Catherine Malabou

- 2021: Robert Brandom